# Le Roi de la pédale
Pour plus de détails, voir Fiche technique et Distribution.
Le Roi de la pédale est un film muet français réalisé par Maurice Champreux, sorti en 1925.

## Synopsis
Fortuné est un passionné de vélo. Il n'hésite pas à abandonner son poste de groom pour rejoindre une course cycliste quand elle passe devant l'hôtel où il travaille. Renvoyé, il finit par trouver un emploi chez un fabricant de cycles avant de réussir à participer avec succès au Tour de France.

## Fiche technique
- Titre : Le Roi de la pédale
- Réalisation : Maurice Champreux
- Scénario : Paul Cartoux et Henri Decoin
- Photographie : Léon Morizet
- Production : Société des Établissements Gaumont
- Pays de production : France
- Genre : Comédie
- Durée : 180 minutes
- Format : Noir et blanc - Muet - 1,33:1 - 35 mm
- Date de sortie : 
  - France : 16 octobre 1925

## Distribution
- Georges Biscot : Fortuné Richard
- Blanche Montel : Simone Piérard
- Jean Murat : Jacquemart
- Bouboule : Bouboule de gomme

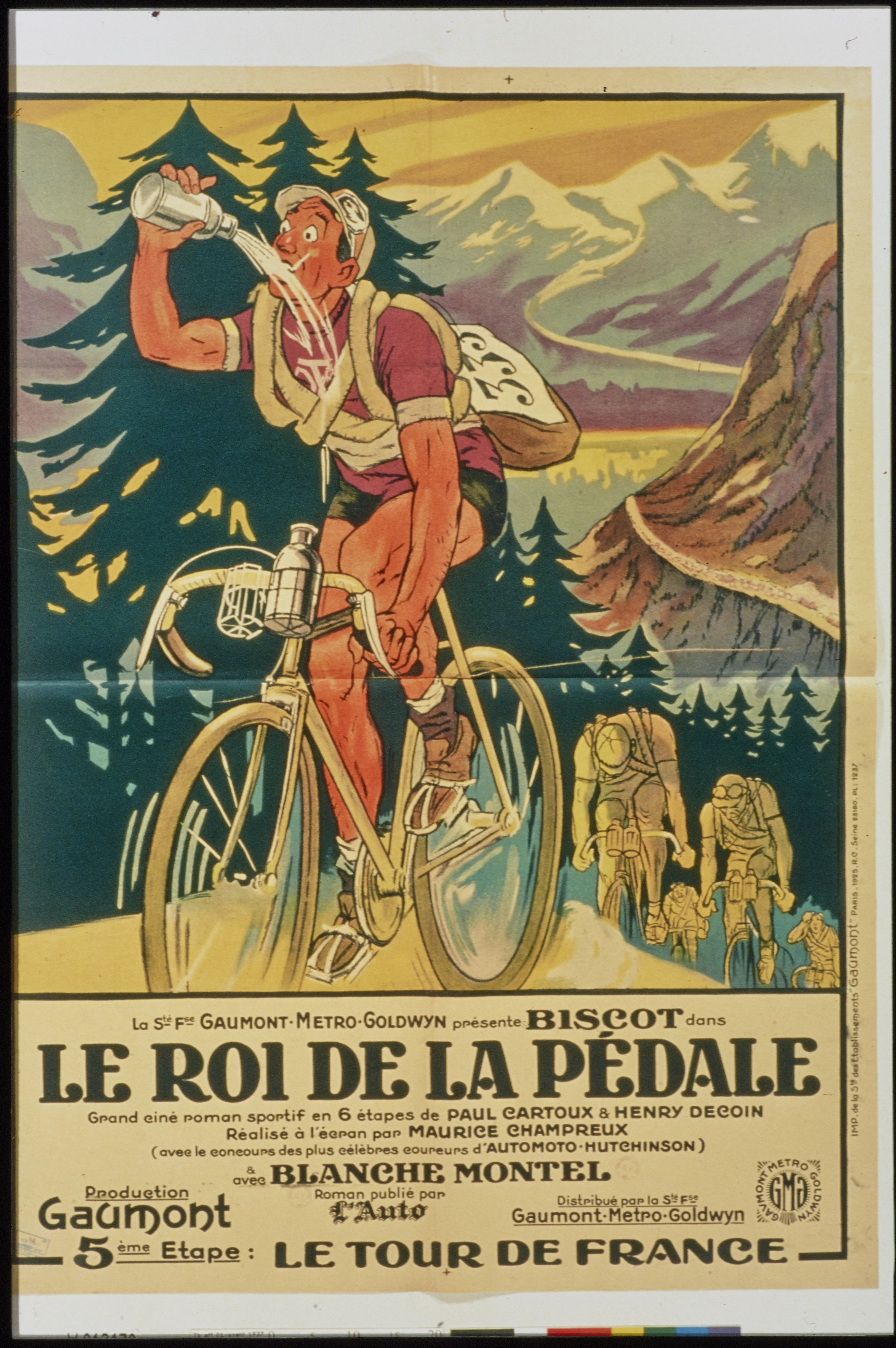
Affiche

- Henri-Amédée Charpentier : le père Anatole
- Ernest-Henri Demanne : le directeur de l'usine de cycles
- Émile Vervet : le contremaître Bonbonne
- Jeanne-Marie Laurent : Maman Richard
- Georgette Lhéry : Olga
- Romain Bellenger : lui-même
- Adelin Benoît : lui-même
- Ottavio Bottecchia : lui-même
- Lucien Buysse : lui-même
- Nicolas Frantz : lui-même
- Louis Mottiat : lui-même
- Henriette Clairval-Térof : la bonne de l'hôtel
- Pierrald : le directeur sportif